# Isopterygium luteonitens
Isopterygium luteonitens là một loài Rêu trong họ Hypnaceae. Loài này được (Paris) Paris mô tả khoa học đầu tiên năm 1905.